# Blue October
Blue October és un grup de rock de Houston, Texas (EUA). El grup ha sonat molt gràcies al tema «Hate Me» del seu treball Foiled. El grup es va formar l'any 1996 i actualment en formen part Justin Furstenfeld (veu), Ryan Delahoussaye (violí/viola, mandolina, teclat, veu), C.B. Hudson (guitarra) i Matt Noveskey (baix).

## Història
Blue October va ser format a Houston, Texas, l'any 1996 pel seu líder, cantant principal, guitarrista i compositor, Justin Furstenfeld, el seu germà Jeremy (bateria) i Ryan Delahoussaye. Després es van afegir CB Hudson (guitarra i veu) i Matt Noveskey (baix). Gestionats pels pares d'en Justin i en Jeremy amb el nom de RoDan Entertainment, els Blue October van publicar el seu primer disc, The Answers, el 1998, del que van vendre 5.000 còpies només a Houston.
El grup va captar l'atenció dels grans segells discogràfics i l'any 2000 van firmar amb Universal Records, amb el qual van publicar Consent to Treatment. Per diferents raons, el grup i la discogràfica van acabar la seva relació l'any 2002. Irònicament, el tercer disc del grup, History for Sale, republicat per Universal per l'inesperat èxit de vendes amb el segell Brando Records, està inspirat en el control que la discogràfica va tenir sobre el grup durant el procés de gravació del seu anterior treball.
El tema «Calling You» del disc History for Sale, que apareix en la banda sonora de American Wedding, va ser l'èxit més gran del grup fins al llançament de «Hate Me» el 2006.
L'últim disc del grup, titulat Foiled, va ser publicat l'abril del 2006. La banda va actuar promocionant el senzill «Hate Me» en la majoria de programes nocturns dels Estats Units.

## Discografia
Discografia de Blue October,

### Discs
| Any  | Disc                                      |
| ---- | ----------------------------------------- |
| 1998 | The Answers                               |
| 2000 | Consent to Treatment                      |
| 2003 | History for Sale                          |
| 2004 | Argue with a Tree (doble disc en directe) |
| 2006 | Foiled                                    |
| 2009 | Approaching Normal                        |
| 2011 | Any Man in America                        |
| 2013 | Sway                                      |
| 2016 | Home                                      |
| 2018 | I Hope You're Happy                       |
| 2020 | This Is What I Live For                   |

### Senzills
| Any  | Cançó                 | Disc                     |
| ---- | --------------------- | ------------------------ |
| 2000 | Breakfast After 10    | Consent to Treatment     |
| 2000 | HRSA                  | Consent to Treatment     |
| 2000 | James                 | Consent to Treatment     |
| 2003 | Calling You           | History for Sale         |
| 2006 | Hate Me               | Foiled                   |
| 2006 | Into the Ocean        | Foiled                   |
| 2007 | She's My Ride Home    | Foiled                   |
| 2007 | X Amount of Words     | Foiled                   |
| 2007 | Calling You (Remix)   | Foiled for the Last Time |
| 2008 | Dirt Room             | Approaching Normal       |
| 2009 | Say It                | Approaching Normal       |
| 2009 | Jump Rope             | Approaching Normal       |
| 2010 | Should Be Loved       | Approaching Normal       |
| 2011 | The Chills            | Any Man in America       |
| 2011 | The Feel Again (Stay) | Any Man in America       |
| 2012 | The Worry List        | Any Man in America       |
| 2012 | The Scar              |                          |
| 2013 | Bleed Out             | Sway                     |
| 2013 | Angels in Everything  | Sway                     |
| 2014 | Sway                  | Sway                     |
| 2014 | Fear                  | Sway                     |
| 2015 | Home                  | Home                     |
| 2016 | I Want It             | Home                     |
| 2018 | I Hope You're Happy   | I Hope You're Happy      |
| 2018 | Daylight              | I Hope You're Happy      |
| 2019 | King                  | I Hope You're Happy      |
| 2020 | Oh My My              | This Is What I Live For  |